# 복본위제

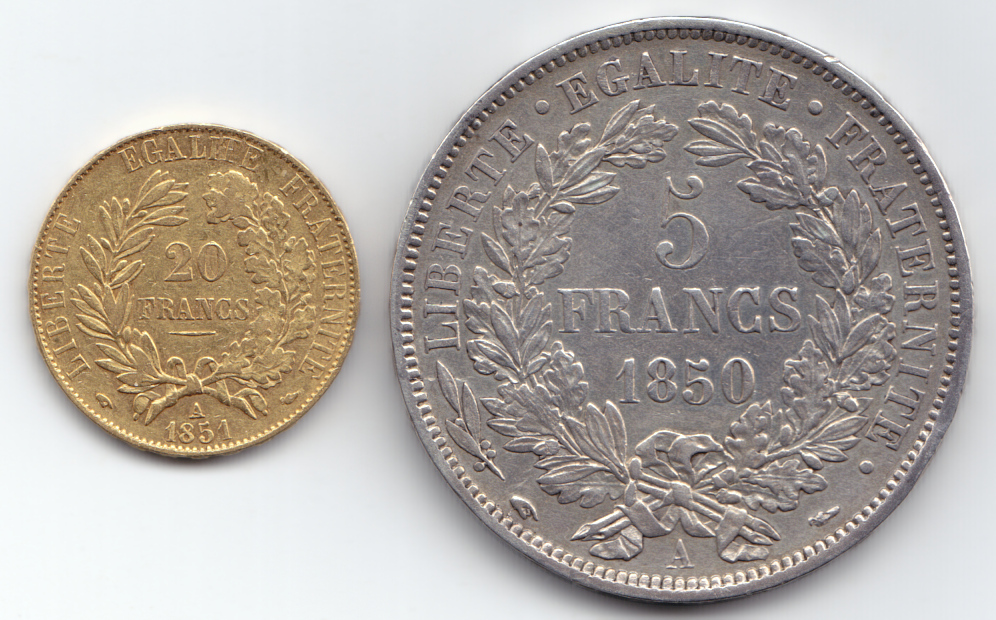
20프랑(금)과 5프랑(은), 프랑스 제2공화국 시대. 무게 6.41 및 24.94g. 이 금과 은의 비율(1:15.5)은 나중에 라틴 통화 연합에서 채택되었습니다.

복본위제(複本位制度, 영어: bimetallism, bimetallic standard)는 '본위 화폐'(本位貨幣, base currency)가 여럿인 금속본위제이다. 대표적으로 금은복본위제가 있다. 화폐 가치가 귀금속의 가치에 결부되는 고정환율제도의 일종으로, 금본위제가 널리 퍼지기 이전에 보편적으로 통용되던 제도였다.

## 개요
복본위제도란 화폐제도의 핵심으로 두 종류의 본위화폐를 갖는 것으로서 양(兩)본위제 내지 복합본위제(複合本位制)라고 부르기도 한다. 일반적으로 두 종류의 본위화폐로서 금화와 은화가 지정되는 까닭으로 금은복위제(金銀復位制)라고도 부르고 있다. 이 제도 아래서는 금·은 두 종류의 본위화폐가 함께 유통되는 것으로 되어 금은비가(金銀比價)가 법으로 결정되는 한편 정부는 이 법정비가(法定比價)에 의하여 금·은 상호의 교환을 자유롭게 보증하는 것이다. 1873년 프랑스가 이 복합본위제를 채택하고 있었다. 복합본위제하에서는 금은비가(金銀比價)가 법정되어 있으므로 금은의 시장비가(市場比價)와 법정비가(法定比價) 사이에 생기는 차는 제도에 악영향을 미치게 되었다. 즉 시장비가가 법정비가에 비해 저은가(低銀價)일 때에는 ‘악화는 양화를 구축한다’고 하는 ‘그레셤의 법칙’에 따라 금화는 구축되며 은화만이 시장에서 유통하게 되고 표면상으로는 금은복본위제이지만 실질은 은본위제와 마찬가지가 되기 쉽다. 이 점을 시정(是正)하기 위해 금은 양화 모두 무제한의 강제통용력은 인정하나 한편 금에 관해서는 자유주조(自由鑄造)를 인정하면서 은에 관해서는 자유주조를 인정치 않는 제도가 생겨났다. 파행본위제도(跛行本位制度)가 이에 해당된다. 1865년의 라틴화폐동맹(벨기에·스위스·이탈리아 등)이나 1893년의 미국 등에서 그 사례를 볼 수 있다. 역사적으로 보면 은본위제가 먼저 등장하였고 다음에 금은복본위제가 등장하게 되었다. 그 후 복본위제가 점차로 붕괴되고 불완전복본위제(不完全複本位制) 내지는 파행본위제가 되었으며 이것이 다시 금본위제로 이행되었다.

## 같이 보기
- 은화자유주조
- 금 투자
- 금본위제
- 그레셤의 법칙